# Templo de Uluwatu

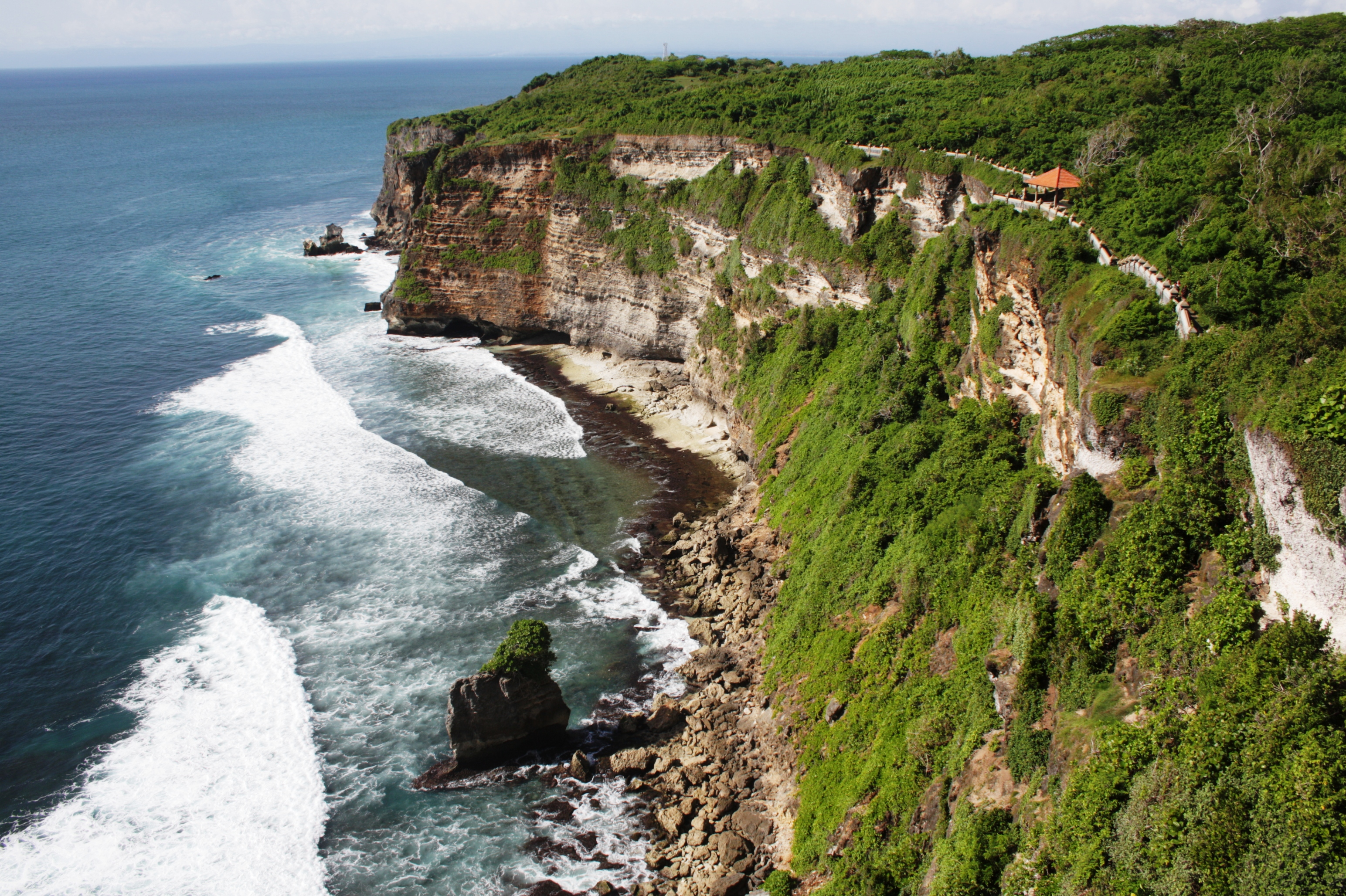
Vista desde el pura Luhur Uluwatu.

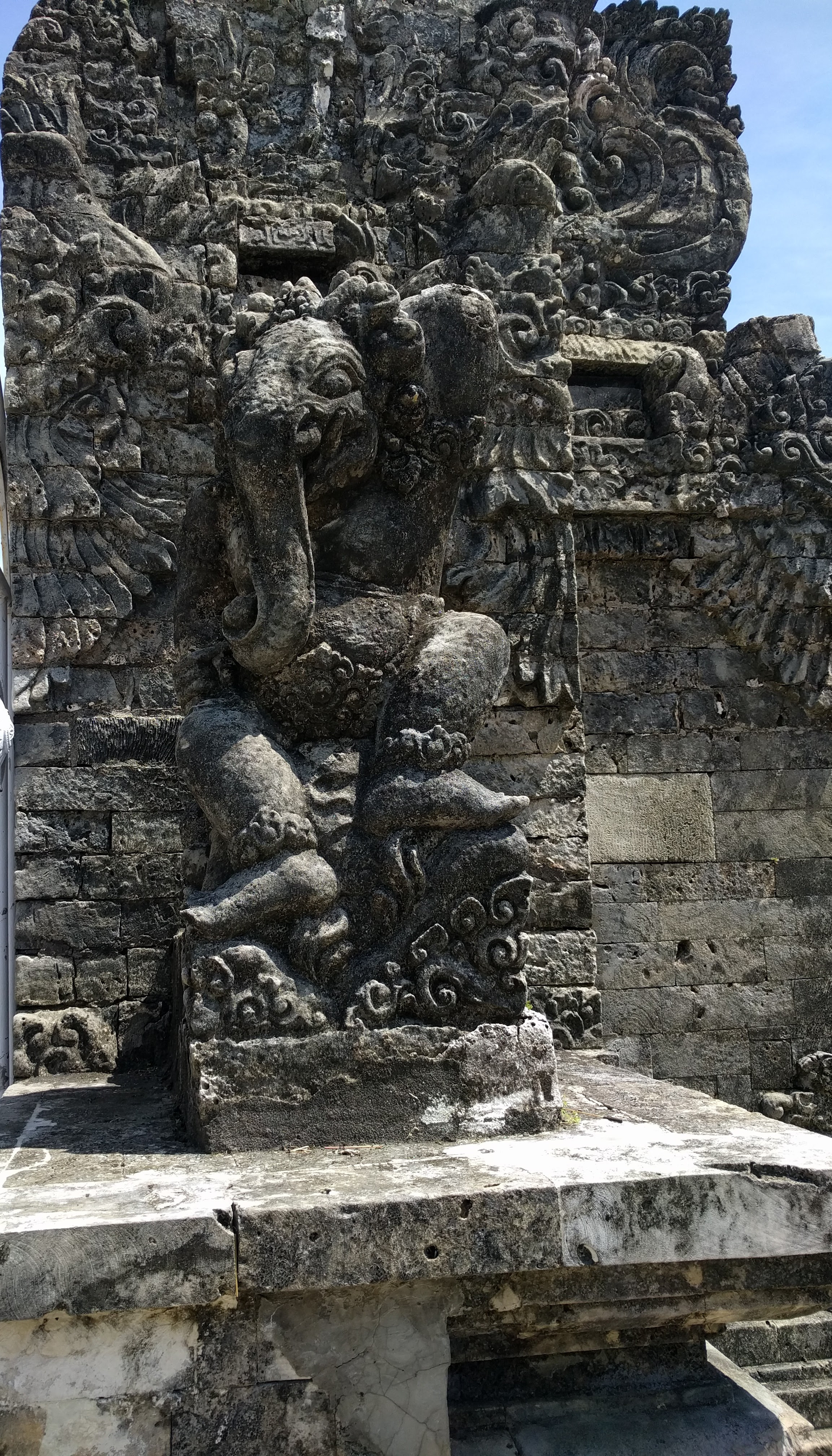
Detalle de una de las dos estatuas de Ganesha.

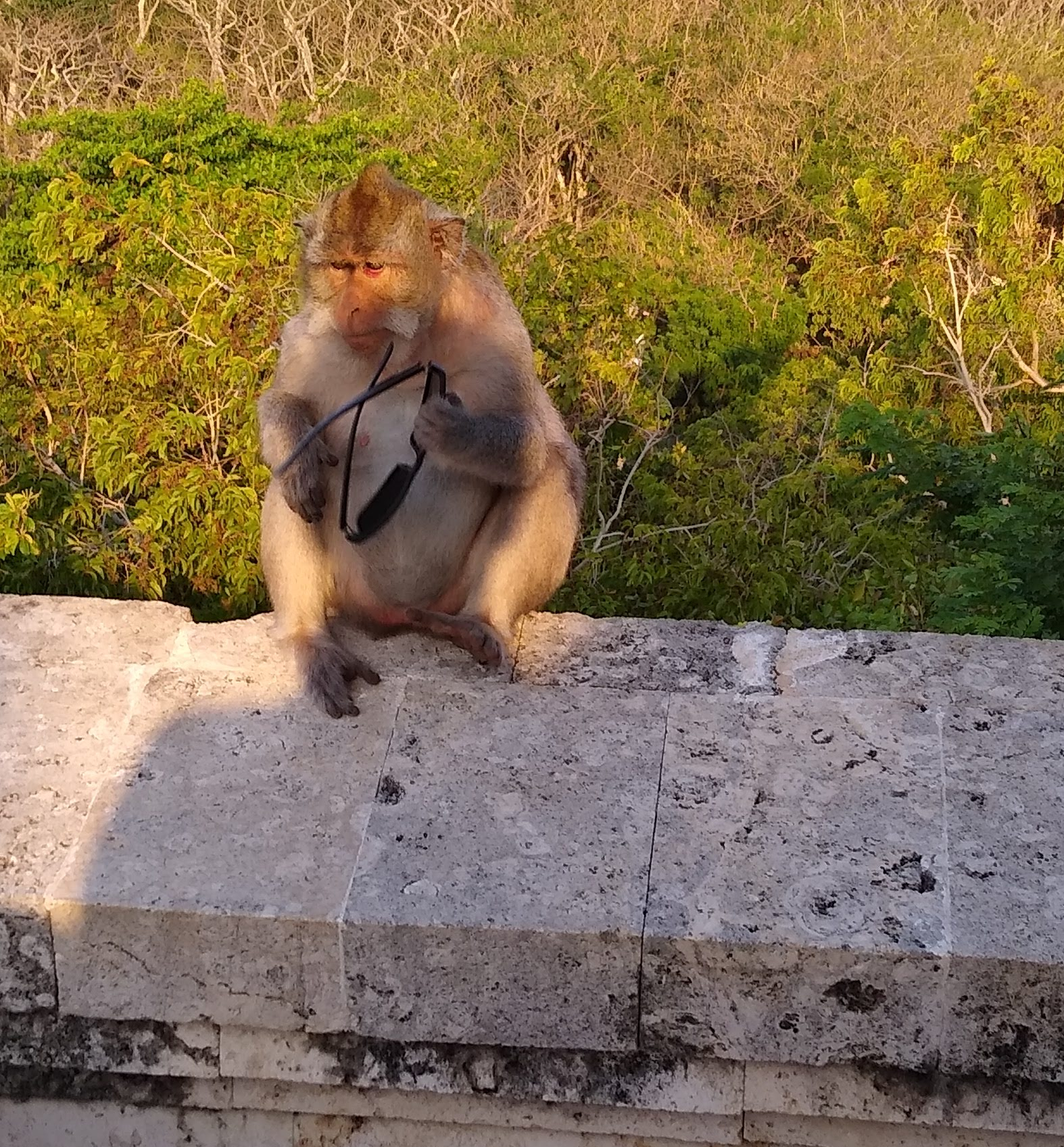
Mono con un par de gafas de sol robadas.

El templo de Uluwatu (en balinés: pura Luhur Uluwatu) es un templo del mar hindú balinés (pura Segara) ubicado en Uluwatu (sur de Kuta, kabupaten de Badung, Indonesia). 
El templo es uno uno de los seis sad kahyangan y está dedicado a Sang Hyang Widhi Wasa en su manifestación como Rudra.

## Historia y etimología
El templo (pura en balinés) está construido en la punta (ulu) de un acantilado o roca (watu) de 70 metros de altura, que se proyecta hacia el océano Índico. Luhur quiere decir, “de origen divino”. La leyenda dice que esta roca es parte de la barca petrificada de la diosa del agua Dewi Danu.
Aunque parece que existía un pequeño templo anteriormente, la estructura fue ampliada significativamente por un sabio javanés, Empu Kuturan, en el siglo XI. A otro sabio reformador de Java Oriental, Dang Hyang Nirartha, fundador del sacerdocio shaivita en Bali, se le atribuye en el siglo XVI, la construcción de los santuarios padmasana y se dice que logró aquí la liberación espiritual (moksha), un evento llamado localmente ngeluhur ('subir' en balinés), alcanzando el punto espiritual más alto de unidad con las deidades por la caída de un rayo. De ahí se ha llegado al epíteto del templo, Luhur.
Parte del templo cayó al mar justo antes del puputan (suicidio ritual) de la corte real de Badung después de la invasión holandesa de 1906, lo que fue considerado un presagio de desastre. A fines de la década de 1990, algunos de los santuarios fueron incendiados por un rayo, lo que se interpretó como otro presagio de los problemas económicos y políticos de la época.

## Descripción
Se accede al templo a través de una escalinata que recorre el acantilado con vistas al mar. La entrada consta de un portal de piedra finamente tallado (candi bentar o puerta partida) que conduce a un gran espacio central (jero tengab). A la izquierda existe un santuario dedicado a Nirartha, con estatuas de Vishnu y Brahma y otros bale tajuk para sus guardianes espirituales. En el centro está el portal de piedra con la forma del monte Meru, la montaña sagrada hindú, que da acceso al patio interior (solo accesible para el culto). En la parte superior de este portal hay tres pináculos y una cabeza de Kala, un demonio con colmillos y ojos saltones cuya función es alejar los malos espíritus. Al pie del portal hay dos estatuas de guardianes Ganesha, hijo de Shiva y Parvati, dios de la sabiduría, la inteligencia, la educación y la prudencia, representado como un hombre con cabeza de elefante y cuatro brazos.

## Monos
El templo está habitado por decenas de monos (Macaca fascicularis), que son conocidos por molestar y arrebatar las pertenencias de los visitantes, como indumentaria, chanclas, cámaras, gafas... Por lo general, se les puede llegar a persuadir para que devuelvan lo robado ofreciéndolos frutas, nueces o dulces, aunque esto solo los alienta a robar más.
Científicos y expertos en el comportamiento de los primates han realizado estudios sobre los monos macacos de la zona y han recopilado datos que sugieren que aprenden el comportamiento de trueque. Este canje se transmite a la joven descendencia y los nuevos grupos de monos macacos introducidos en el área se adaptan rápidamente y aprenden la nueva habilidad de los anteriores.

## Espectáculo de danza Kecak
Un espectáculo de danza Kecak basado en el Ramayana se realiza todos los días en el templo de Uluwatu a las 6 de la tarde en el acantilado. La actuación, al aire libre, también muestra la hermosa puesta de sol al fondo.

## Galería
|                                         |
| Pura Luhur Uluwatu sobre el acantilado. |

|                                            |
| Camino serpenteante al pura Luhur Uluwatu. |

|                                                                               |
| Dos estatuas Hánuman, con aspecto de mono, guardando una puerta candi bentar. |

|                           |
| Danza kecak en el templo. |